# 天主之母節
天主之母節（Solemnity of Mary, Mother of God），原名是主受割禮日「In Circumcisione Domini et Octav Nativitatis」（英文是Feast of the Circumcision）。傳統上稱這天為「天主之母節」，因為小聖嬰行猶太律法的割禮，就彰顯了主耶穌基督的人性，證明了主耶穌亦神亦人，與我們同在，而因為聖母瑪利亞既是耶穌在世的母親，也可尊稱為「主之母」（Mother of the Lord），或者更常通稱的「天主之母」（Mother of God），這只是稱號，並不真的表示聖母脫離受造物的行列，而是因為聖母受主的恩寵誕下了主耶穌。
猶太人行割禮，是對上主一份忠誠的表現。行割禮即是將身體多餘的部份除去，同時把我們靈魂裡的罪污剔除。主耶穌本是純潔無瑕的，但為了表示對聖父的尊敬，仍行了割禮，後來也受了若翰洗者（施洗約翰）的洗。